# ناصيف زيتون
ناصيف الزيتون (25 سبتمبر 1988-) مغنٍّ سوري حاصل على لقب نجم ستار أكاديمي 7.

## حياته
ولد لعائلة مسيحية مكونة من والده الياس، وأمه سامية، وشقيقيه أنس ونانسي، نشأ وتربى في جديدة عرطوز، وأصله من منطقة خبب، درعا جنوب سوريا.
درس الترجمة بناء على رغبة عائلته، لكن أحب دراسة الموسيقى، قدّم أوراقه للمعهد العالي للموسيقى ولكنه لم ينجح في اختبار القبول في المرة الأولى، وفي العام الثاني قدّم مرّة أخرى ونجح فيه  .تخرج من المعهد العالي للموسيقى قسم الغناء الشرقي، وشارك في عدة حفلات بدار الأوبرا في دمشق، إضافة إلى مشاركته في كورال مارسيل خليفة، حيث كان يهوى الغناء منذ الصغر.

### حياته الأسرية
في الأول من يوليو 2024 أعلن زواجه رسمياً من الممثلة اللبنانية دانييلا رحمة في حفل زفاف أقيم في لبنان 

## مشاركته في برنامج ستار أكاديمي
شارك في برنامج المواهب ستار أكاديمي 7 في نهاية العام 2009 وقدم المواويل والأغاني الجبلية لوديع الصافي، فعلى مدى إطلالاته في سهرات البرنامج تنقل بين نوعيات مختلفة من الأغاني الإيقاعية، وقد نال حضوره وصوته إعجاب الفنان اللبناني وديع الصافي وكذلك حصل على دعم سلطان الطرب جورج وسوف وعلى تشجيع الفنان الياس كرم وتميز بعدم تعرضه للإبعاد طول فترة البرنامج وحاز على إعجاب المدرسين في الأكاديمية، وفي الحلقة الختامية نال ناصيف الزيتون أعلى نسبة في مواسم ستار أكاديمي جميعها، وتفوق على منافسيه بفارق كبير حيث حاز على 65,21% من مجموع الأصوات متفوقا على زملائه رحمة رياض من العراق ومحمد رمضان من الأردن، كرمته رئيسة الأكاديمية رولا سعد برمز الأكاديمية الكريستالي ورفع علم بلاده وجائزته عالياً. وقدم له شيك بقيمة خمسين ألف دولار أميركي وسيارة موديل 2010 كما وقامت إدارة ال بي سي (شركة باك) بتوقيع عقد إدارة أعماله وهذا يحصل لأول مرة بتاريخ ستار أكاديمي أي أنه لم يتم هذا من قبل مع أي متخرج من البرنامج.

## انطلاقته بعد ستار أكاديمي
بعد تخرجه من برنامج ستار أكاديمي أقام ناصيف زيتون سلسله من الحفلات التي أقامها ببلده سوريا وتكللت هذا الحفلات بالنجاح الباهر وعدد الحضور فاق كل التوقعات في كل حفلة، وهنا يجدر بالذكر ان ناصيف الزيتون هو المتخرج الوحيد بتاريخ ستار اكاديمي الذي يقوم بمثل هذه الخطوة التي زادت من نجاحه وزاد اعتزاز بلده فيه.
شارك ناصيف زيتون في أوبريت بكرا مع مجموعة من الفنانين.
| سبقه عبد العزيز عبد الرحمن | الفائز بلقب ستار أكاديمي موسم 2009-2010 | تبعه نسمة محجوب |

## ألبومات

### يا صمت 2013
| العام | الأغنية                | الشاعر       | الملحن      |
| ----- | ---------------------- | ------------ | ----------- |
| 2013  | لرميك ببلاش            | عادل رفول    | وسيم بستاني |
| 2013  | صوت ربابه              | فادي مرجان   | فضل سليمان  |
| 2014  | مش عم تضبط معي         | فادي مرجان   | فضل سليمان  |
| 2013  | ياطير الغروب           | فادي مرجان   | فضل سليمان  |
| 2013  | هي اللي غمزتني         | فادي مرجان   | فضل سليمان  |
| 2013  | ماني زعلان             | فادي مرجان   | حسان عيسى   |
| 2013  | ياعاشقه الورد          | مصطفى محمود  | زكي ناصيف   |
| 2013  | الارض اللي بتمشي عليها | رياض نجمة    | وسام الأمير |
| 2013  | ياصمت                  | فادي مرجان   | فضل سليمان  |
| 2013  | ونويت                  | وسام الأمير  | وسام الأمير |
| 2013  | بعدو رقمك              | فارس إسكندر  | سليم سلامة  |
| 2013  | صبرك عليا              | حسين إسماعيل | وسام الأمير |

### طول اليوم 2016
| العام | الأغنية      | الشاعر     | الملحن      |
| ----- | ------------ | ---------- | ----------- |
| 2016  | أنا جايي     | ربيع قطايا | وسام الأمير |
| 2016  | خلص استحي    | أحمد ماضي  | بلال الزين  |
| 2017  | بربك         | عادل رفول  | وسيم بستاني |
| 2016  | تجاوزت حدودك | حياة أسبر  | فضل سليمان  |
| 2016  | طول اليوم    | جاد قطريب  | جاد قطريب   |
| 2016  | على أي أساس  | حياة أسبر  | فضل سليمان  |
| 2016  | مبروك عليكي  | عادل رفول  | وسيم بستاني |
| 2016  | شو حلو       | حياة أسبر  | فضل سليمان  |
| 2016  | كله كذب      | حياة أسبر  | فضل سليمان  |
| 2016  | عندي قناعة   | رياض العلي | محمد عيسى   |

### إنت وأنا 2021
| العام | الأغنية       | الشاعر        | الملحّن      |
| ----- | ------------- | ------------- | ----------- |
| 2021  | كذبة ورا كذبة | فادي أبو خليل | سليم سلامة  |
| 2021  | انت و أنا     | عادل رفّول     | وسيم بستاني |
| 2021  | يلي بدها ياني | مازن الضاهر   | فضل سليمان  |
| 2021  | خط أحمر       | محمد يحيى     | محمد يحيى   |
| 2021  | لا تحزني      | فادي أسعد     | أحمد بركات  |

### بالأحلام 2023
| العام | الأغنية         | الشاعر     | الملحّن     |
| ----- | --------------- | ---------- | ---------- |
| 2023  | لي حبيب         | مصطفى شوقي | مصطفى شوقي |
| 2023  | تعا نرجع        | ايفان نصوح | ايفان نصوح |
| 2023  | حب جنون         | فادي مرجان | حسام عيسى  |
| 2023  | حبيبي وبس       | ايفان نصوح | سليم سلامة |
| 2023  | كل سنة وأنت طيب | أحمد ماضي  | بلال الزين |
| 2023  | كوني ع ثفة      | علي المولى | فضل سليمان |
| 2023  | كاراميلا        | رياض العلي | أحمد بركات |
| 2023  | بالأحلام        | نبيل خوري  | نبيل خوري  |

## أغاني مصورة
| العام | الأغنية                     | المخرج       | المنتج                   |
| ----- | --------------------------- | ------------ | ------------------------ |
| 2013  | لرميك ببلاش                 | دافيد زين    | ميوزيك إيز ماي لايف      |
| 2014  | صوت ربابة                   | وليد ناصيف   | ميوزيك إيز ماي لايف      |
| 2014  | مش عم تضبط معي              | جاد شويري    | ميوزيك إيز ماي لايف      |
| 2015  | نامي عصدري                  | جاد شويري    | ميوزيك إيز ماي لايف      |
| 2016  | قدا وقدود                   | جاد شويري    | ميوزيك إيز ماي لايف      |
| 2017  | بربك                        | سعيد الماروق | ميوزيك إيز ماي لايف      |
| 2018  | منو شرط                     | ريشا سركيس   | ميوزيك إيز ماي لايف      |
| 2019  | فارقوني                     | بسام الترك   | ميوزيك إيز ماي لايف      |
| 2019  | وصلك خبر                    | ريشا سركيس   | ميوزيك إيز ماي لايف      |
| 2019  | مش خايف منك                 | ريشا سركيس   | ميوزيك إيز ماي لايف      |
| 2020  | يا عسل                      | ريشا سركيس   | ميوزيك إيز ماي لايف      |
| 2020  | بيروت                       | ريشا سركيس   | ميوزيك إيز ماي لايف      |
| 2023  | كاراميلا                    | إيلي فهد     | تي ستارت                 |
| 2023  | حبيبي وبس                   | أوديل رحمة   | تي ستارت                 |
| 2024  | ما في ليل بمشاركة رحمة رياض | ريشا سركيس   | ميوزيك إيز ماي لايف،وتري |

## شارات مسلسلات
- (2018): مجبور، مسلسل الهيبة، الهيبة العودة
- (2019): أزمة ثقة، الهيبة الحصاد
- (2020): مجبور، الهيبة الرد
- (2021): أوقات - مسلسل للموت
- (2022) مجبور _ الهيبة جبل

## أغاني فردية
- قدا وقدود (2015)
- ما ودعتك (2016)
- بربك (2017)
- سوريتي هويتي (2018)
- منو شرط (2018)
- بدي ياها (2018)
- كرمال الله (2019)
- كل يوم بحبك (2019)
- انا معك (2019)
- ما بظن (2019)
- تكة (2019)
- وصلك خبر (2019)
- سلمي (2019)
- فارقوني (2019)
- مش خايف منّك (2019)
- بيروت (2020)
- عالسريع (2021)
- بالأحلام (2022)

## الجوائز
- لبنان: لقب نجم ستار أكاديمي 7 من ال بي سي آي 2010.
- لبنان: جائزة أفضل فنان عربي صاعد 2013
- لبنان: جائزة «نجم الغناء العربي الجديد» 2013
- لبنان: جائزة الموريكس دور 2013
- لبنان: بجائزتين في حفل توزيع (جوائز الموسيقى العربية) عن أفضل ألبوم للعام 2016 كما عن لقب ظاهرة العام 2017.
- لبنان: جائزة الموريكس دور أفضل مطرب شاب 2017[7]
- لبنان: جائزة الموريكس دور عن أفضل شارة لأغنية «مجبور» الخاصة بمسلسل «الهيبة».[8]

## جوائز
- لبنان:جائزة الموريكس دور لأفضل مغني عربي 2023

## وصلات خارجية
- ناصيف زيتون على موقع IMDb (الإنجليزية)
- ناصيف زيتون على موقع ميوزك برينز (الإنجليزية)
- ناصيف زيتون على موقع أول ميوزيك (الإنجليزية)
- ناصيف زيتون على موقع ديسكوغز (الإنجليزية)